# Kwadungan (Kwadungan)
Kwadungan is een bestuurslaag in het regentschap Ngawi van de provincie Oost-Java, Indonesië. Kwadungan telt 1028 inwoners (volkstelling 2010).